# Рябов, Анатолий Павлович
Анато́лий Па́влович Ря́бов (16 апреля 1894, с. Лобаски, Нижегородская губерния — 23 мая 1938, Саранск) — эрзянский лингвист, педагог, общественный деятель, профессор, автор эрзянского алфавита на латинской основе, был репрессирован в 1938.

## Биографические сведения
Родился в эрзянском селе Лобаски. Закончил Починковское духовное училище, Нежинский педагогический институт (1916).
Преподавал филологические дисциплины в учительской семинарии, педагогическом техникуме Омска. В 1922—1924 — сотрудник Нижегородского губернского отдела образования, 1924—1930 — методист Мордовского бюро (подотдела) Совета национальных меньшинств РСФСР, сотрудник Всесоюзного центрального комитета нового алфавита при Совете национальностей ВС СССР. Там он разработал проект нового эрзянского алфавита на латинской основе (1932).
В 1934—1937 — заведующий кафедрой мордовских языков Саранского агропедагогического института.
В июне 1937 года был арестован и через год расстрелян. Реабилитирован в 1956 году.

## Научно-исследовательская деятельность
Научно-исследовательскую деятельность начал в середине 20-х гг. Принимал участие в Первой лингвистической экспедиции АН СССР под руководством Д. В. Бубриха (1927), занимался выявлением диалектной основы эрзянского литературного языка.
С начала 30-х гг. сотрудничал из профессором-лингвистом Е. Д. Поливановым, что повлияло на развитие его научных взглядов. Вместе с ним написал книгу «Систематическая описательная грамматика эрзя-мордовского языка», которая осталась ненапечатанной. Два раздела этой книги хранятся в архиве АН Чехии (Прага).
В области мордовского языкознания Рябов также известен как автор трудов: «Мордовские окончания 1 и 2 pluralis praesents в безобъектном спряжении», «О мордовских образованиях nomina tewus pluralis типа kile’k „берёзы“» (в сб.: Доклады АН СССР, 1928), «К вопросу об обозначении палатализации в новом алфавите» (в ж.: Революция и письменность, 1932 № 4-5), «Об ударении в эрзя-мордовском языке» (там же), «Итоги языковых конференций Мордовии (1933—1935)» (там же, 1936 № 2).

## Достижения в мордовском языкознании
Рябов работал над созданием единых норм эрзянского литературного языка. Подготовил 2 проекта эрзянской орфографии.
С докладами и сообщениями по проблемам орфографии, морфологии и терминологии эрзянского языка выступал на 1-й (1933), 2-й (1934), 3-й (1935) научных конференциях в Саранске.
Большое значение придавал также вопросам преподавания в мордовских национальных школах, обеспечения их методической литературой.
Является автором и соавтором азбук «Валдо чи» — «Светлый день» (1925), «Лисьма пря: Букварде мейле ловнома книга» — «Родник: книга для чтения после букваря» (1926); учебного пособия «Уроки эрзянского языка»; школьных учебников — «Эрзянь келень грамматика (Морфология)» — «Грамматика эрзянского языка (Морфология)» (1933), «Эрзянь келень грамматика (Синтаксис)» (1934); двуязычных словарей — «Эрзянь-рузонь валкске» — «Эрзянско-русский словарь» (1930), «Рузонь-эрзянь валкске» — «Русско-эрзянский словарь» (1931).
Рябов разработал и читал в Саранском агропедагогическом институте курс про современный эрзянский литературный язык.